# Piràmide de Senusret III

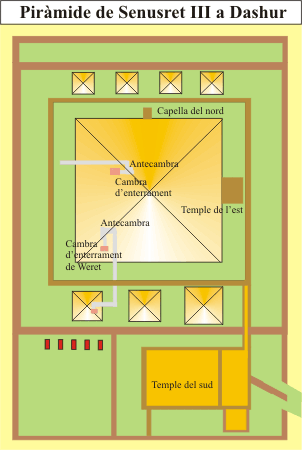
Plànol de la piràmide de Senusret III a Dashur

La piràmide de Senusret III fou el complex funerari del faraó Senusret III a Dashur.
Fou construïda a Dashur on ja alguns faraons de la dinastia havien construït les seves piràmides, però aquesta fou la més gran de totes. Fou feta de rajoles amb base de pedra. L'entrada estava amagada al pati sota el paviment de l'oest. La cambra funerària no era pas en línia de l'eix vertical. Això fa pensar que la cambra trobada no era per al rei sinó per la primera reina, i que Senusret pensava enterrar-se a un altre lloc (a Abidos tenia una tomba amb similar estructura que el complex de la piràmide). La piràmide fou excavada el 1894 i 1895 A les galeries subterrànies es van trobar unes tres-centes peces de joieria, la majoria de la princesa Sit-Hathor, possible germana i dona del rei o potser una filla. També s'hi va trobar un gran sarcòfag de granit, buit, que corresponia a la reina mare Weret i alguns objectes com a gots, peces de bronze i una d'ivori.. El temple de la vall no s'ha localitzat i l'avinguda de 900 metres que s'acosta pel sud-est no ha estat excavada. La piràmide va tenir una ciutat a la part sud que es va construir per acollir el complicat culte al faraó.